# バーンポー郡
座標: 北緯13度35分59秒 東経101度4分43秒 / 北緯13.59972度 東経101.07861度
バーンポー郡（バーンポーぐん）はタイ中部・チャチューンサオ県にある郡（アムプー）

## 名称
バーンポーとは「菩提の村」という意味である。

## 歴史
1903年、モントン・プラーチーンブリーの省長、マルポンシリパット親王により、ムアンチャチューンサオ郡の南部が切り取られ、サナームチャン郡がおかれた。かつて、タムボン・サナームチャンはバーンパコン川の両岸にわたっていたが、1906年頃、政府はそのうち郡庁のある東岸部分を切り取り、タムボン・バーンポーを形成した。
その後、1911年、ラーマ6世（ワチラーウット）はナコーンパトムにサナームチャン宮殿が建設され、その地域の郡をこの郡と同じ名前のサナームチャン郡とした。このため1914年7月20日、こちらのサナームチャン郡をカオディン郡と改名した。その後、1917年、バーンポー郡と改名した。

## 地理
バーンパコン川の形成した平地にある。郡内の主な水源はバーンパコン川である。
交通は国道315号線が南北に通っており、南にチョンブリー方面、北にチャチューンサオ方面と通じる。また国道3304号線が東に延びており、プレーンヤーオ方面と通じる。

## 経済
郡内の主な産業は農業と漁業である。農業ではコメのほか果物類が生産されている。漁業では養殖が盛んである。

## 行政区分
郡は17のタムボンに分かれさらにその下位に、73の村（ムーバーン）がある。自治体（テーサバーン）があり以下のようになっている。
- テーサバーンタムボン・バーンポー・・・タムボン・バーンポー全体
- テーサバーンタムボン・テーパラート・・・タムボン・テーパラートとタムボン・コライの一部。

また郡内には14のタムボン行政体（オンカーンボーリハーンスワンタムボン）がある。
1. タムボン・バーンポー・・・ตำบลบ้านโพธิ์
2. タムボン・コライ・・・ตำบลเกาะไร่
3. タムボン・クローンクット・・・ตำบลคลองขุด
4. タムボン・クローンバーンポー・・・ตำบลคลองบ้านโพธิ์
5. タムボン・クローンプラウェート・・・ตำบลคลองประเวศ
6. タムボン・ドーンサーイ・・・ตำบลดอนทราย
7. タムボン・テーパラート・・・ตำบลเทพราช
8. タムボン・タープラップ・・・ตำบลท่าพลับ
9. タムボン・ノーンティーンノック・・・ตำบลหนองตีนนก
10. タムボン・ノーンブワ・・・ตำบลหนองบัว
11. タムボン・バーンソーン・・・ตำบลบางซ่อน
12. タムボン・バーンクルート・・・ตำบลบางกรูด
13. タムボン・レームプラドゥー・・・ตำบลแหลมประดู่
14. タムボン・ラートクワーン・・・ตำบลลาดขวาง
15. タムボン・サナームチャン・・・ตำบลสนามจันทร์
16. タムボン・セーンプーダート・・・ตำบลแสนภูดาษ
17. タムボン・シップエットソーク・・・ตำบลสิบเอ็ดศอก